# Michael Gregoritsch
Michael Gregoritsch (* 18. April 1994 in Graz) ist ein österreichischer Fußballspieler. Der Stürmer steht seit August 2025 beim dänischen Verein Brøndby IF unter Vertrag. Er spielt seit 2016 für die österreichische A-Nationalmannschaft.

## Karriere

### Beginn in Österreich
Gregoritsch begann mit sechs Jahren in der Jugend des Grazer AK mit dem Fußballspielen. Dort durchlief er die verschiedenen Altersklassen und war oft bester Torschütze seines Jugendteams. So erzielte er 2005/06 in 15 Partien 17 Tore, in der Saison 2006/07 in 22 Meisterschaftsspielen 36 Tore.
Im Juni 2008 folgte er seinem Vater Werner Gregoritsch nach Kapfenberg, wo dieser seit dem Jahre 2006 Cheftrainer war. Während der Spielzeit 2007/08 noch auf einer Bilanz von 26 Toren in 23 Spielen, steigerte er seine Torgefährlichkeit 2008/09 wieder, als er im Nachwuchs der Kapfenberger SV in 18 Jugendspielen 31 Tore erzielte. Einer seiner größten Erfolge im Nachwuchsfußball war der Meistertitel mit der steirischen U15-Auswahl im Jahre 2008. Dabei war er einer von sechs Kapfenberger Spielern in der Auswahl. In dieser Spielzeit wurde er Torschützenkönig. Beim 7:0-Sieg über die Tiroler Auswahl, der den österreichischen Meistertitel fixierte, erzielte Gregoritsch einen Hattrick.
Am 22. August 2009 gab Gregoritsch  in der dritten Meisterschaftsrunde sein Landesligadebüt. Danach kam er wieder im Nachwuchs des Vereins zum Einsatz und ab der zwölften Runde der Saison vermehrt zu Kurzeinsätzen im Landesligateam. Zum ersten Mal saß er in der letzten Runde der Saison 2008/09 gegen den SK Rapid Wien auf Wechselbank des Profiteams.
Am 14. April 2010 debütierte er in der höchsten Spielklasse des Landes, als er in einem Spiel gegen den FK Austria Wien in der 80. Spielminute für Michael Tieber ins Spiel kam. Mit seiner zweiten Ballberührung erzielte er den 1:0-Führungstreffer für sein Team. Damit löste er Michael Binder als jüngsten Spieler ab, der ein Tor in dieser Spielklasse erzielt hat.
Im Sommer 2011 wurde Michael Gregoritsch vom deutschen Bundesligisten TSG 1899 Hoffenheim verpflichtet und für ein Jahr an seinen alten Verein verliehen. Nachdem sein Vater dort im November 2011 den Trainerposten verlassen hatte, spielte er in der Rückrunde nur noch für die Amateurmannschaft des Klubs.

### Wechsel nach Deutschland

#### TSG 1899 Hoffenheim
Zur Saison 2012/13 stieß Gregoritsch zum Kader der TSG 1899 Hoffenheim, nachdem er ein Jahr zuvor verpflichtet worden war. Dort trainierte er mit der Profimannschaft und sammelte Spielpraxis bei der zweiten Mannschaft (U23) in der viertklassigen Regionalliga Südwest, wo ihm in 28 Einsätzen elf Tore gelangen. Zur Saison 2013/14 wurde Gregoritsch an den Zweitligisten FC St. Pauli ausgeliehen. Zur Saison 2014/15 verlängerte er seinen Vertrag in Hoffenheim um ein Jahr bis zum 30. Juni 2016 und wurde an den VfL Bochum verliehen.

#### Hamburger SV
Im April 2015 wurde Gregoritsch dann vom VfL Bochum verpflichtet, aber noch vor Beginn der neuen Saison im Juli 2015 zum Hamburger SV transferiert. Er erhielt dort einen bis zum 30. Juni 2019 gültigen Vertrag und die Rückennummer 23.
Gregoritsch stand bereits im ersten Spiel der Saison 2015/16 in der Startelf. Er erzielte in seiner ersten Saison für den HSV in 25 Ligaspielen 5 Tore, darunter mit drei direkt verwandelten Freistößen die meisten der Liga. In der nachfolgenden Saison absolvierte er 30 Bundesligaspiele (5 Tore).

#### FC Augsburg
Zur Saison 2017/18 wechselte Gregoritsch zum FC Augsburg. Er erhielt einen Fünfjahresvertrag. In seinem ersten Jahr war er als Stammkraft mit 17 Scorerpunkten gemeinsam mit seinem Sturmpartner Alfreð Finnbogason erheblich am Klassenerhalt des FCA beteiligt. In der Folgesaison wurde der Österreicher immer noch sehr häufig berücksichtigt, hatte aber bereits mit Formschwankungen zu kämpfen; es standen sechs Treffer und zwei Vorlagen zu Buche. Nachdem der Verein einem Wechselgesuch des Österreichers in Richtung Bremen in der folgenden Sommerpause nicht nachkam, verlor er zur Saison 2019/20 seinen Stammplatz. In der Länderspielpause im November 2019 äußerte sich der Angreifer gegenüber Fachmedien kritisch und sprach beispielsweise davon, „einfach nur weg“ zu wollen. Als Konsequenz daraus wurde er vom Cheftrainer Martin Schmidt für ein Spiel aus dem Kader gestrichen. Ähnlich war es in Augsburg bereits den unzufriedenen und wechselwilligen, ehemaligen Teamkameraden Martin Hinteregger und Caiuby ergangen.

#### FC Schalke 04
Zur Rückrunde der Saison 2019/20 wurde er nach nur sechs Hinrundeneinsätzen in Augsburg an den FC Schalke 04 verliehen. Er stand zum Rückrundenauftakt im Heimspiel gegen Borussia Mönchengladbach in der Startelf, verzeichnete dabei ein Tor und eine Torvorlage und klärte einen gegnerischen Kopfball auf der Linie. Dies blieb sein einziges Tor für Schalke, nach 14 Spielen für die Gelsenkirchener kehrte er nach der Saison 2019/20 nach Augsburg zurück.

#### SC Freiburg
Nach zwei weiteren Spielzeiten in Augsburg, in denen er insgesamt zu 49 Bundesligaeinsätzen kam (zehn Tore), wechselte Gregoritsch zur Saison 2022/23 innerhalb der Bundesliga zum SC Freiburg. Im Gegenzug wechselte Ermedin Demirović aus dem Breisgau nach Augsburg. In seiner ersten Saison im Breisgau erzielte Gregoritsch in 30 Bundesligaspielen 10 Tore und gab 5 Vorlagen.
Nachdem Gregoritsch in der Saison 2023/24 in 14 Pflichtspielen ohne Treffer geblieben war, erzielte Gregoritsch am 5. Spieltag der Europa League beim 5:0-Heimsieg gegen Olympiakos Piräus in der ersten Halbzeit einen Hattrick und gab eine weitere Vorlage für Kiliann Sildilla. Mit dem 3:0 nach 35 Minuten war dies der bislang schnellste Hattrick in der Europa League.

### Wechsel nach Dänemark
Mitte August 2025 wechselte Gregoritsch zu Brøndby IF.

### Nationalmannschaft
Ab 2011 spielte Gregoritsch für ein österreichisches Nachwuchs-Nationalteam. Die Qualifikation für die U21-Europameisterschaft 2013 sowie für die U21-EM-Endrunde 2015 wurde verpasst. Am 17. November 2015 erzielte er bei der 2:4-Niederlage im EM-Qualifikationsspiel in Fürth gegen Deutschland die beiden Tore des österreichischen U21-Nationalteams. Die österreichische U21 belegte hinter Deutschland den zweiten Tabellenplatz und qualifizierte sich für die Ausscheidungsspiele, in denen sie Spanien unterlag. Gregoritsch war in diesen Partien wegen seiner Abstellung für das A-Nationalteam nicht anwesend.
Ende August 2016 wurde Gregoritsch erstmals in die österreichische A-Nationalmannschaft einberufen und bestritt am 5. September 2016 im WM-Qualifikationsspiel gegen Georgien sein erstes Spiel. Im Mai 2021 wurde er in den vorläufigen Kader Österreichs für die EM 2021 berufen und schaffte es schlussendlich auch in den endgültigen Kader, mit dem er bis zum Achtelfinale kam. Während des Turniers kam er zu drei Einsätzen, im ersten Gruppenspiel gegen Nordmazedonien legte er mit dem Treffer zum zwischenzeitlichen 2:1 (3:1 Endstand) den Grundstein zum ersten Sieg Österreichs überhaupt bei einer EM.
Im Mai 2024 wurde er wiederum in den vorläufigen Kader Österreichs für die EM 2024 berufen und schaffte es schlussendlich auch in den endgültigen Kader.

## Erfolge und Rekorde
KSV Superfund
- U15-Meister: 2008
- Torschützenkönig U15-Liga: 2008

Persönlich
- Jüngster Torschütze in der Geschichte der österreichischen Bundesliga im Alter von 15 Jahren und 361 Tagen

## Gesellschaftliches Engagement
Gregoritsch sprach sich im Juli 2024 öffentlich für eine Distanz zu rechtem Gedankengut und für Gleichheit von Menschen aus.